# Famille Lejeune de Bellecour
La famille Lejeune de Bellecour, appelée le plus souvent de Bellecour, est une famille subsistante de l'ancienne bourgeoisie française, originaire de l’Orléanais puis établie dans le Maine et en Anjou où elle est encore représentée.

## Histoire
La famille Lejeune de Bellecour a pour berceau le village d’Attray, dans l’Orléanais, où elle est connue depuis le XVIIe siècle. La filiation suivie remonte jusqu’à André Lejeune (mort en 1662), « marchand et receveur de la terre et seigneurie de Montigny ». Au cours du XVIIIe siècle, cette famille acquiert une fortune importante dans le commerce du safran. Pierre Lejeune devient propriétaire du château de Bellecour (Pithiviers) en 1781, et en prend alors le nom qu’il léguera à sa postérité.

## Personnalités
- Pierre Lejeune de Bellecour (1742-1812), député du Loiret à l'Assemblée législative de 1791 à 1792, maire de Pithiviers
- Hippolyte Lejeune de Bellecour (1779-1863), député du Loiret, conseiller général du canton de Pithiviers, chevalier de la Légion d’honneur

## Alliances
Les principales alliances de la famille Lejeune de Bellecour sont : Trochon de la Théardière, Lebachelier de la Rivière, de Cathelineau-Montfort, Nouël de Tourville de Buzonnière.

## Armes
- D'azur au lion couronné d'or, accompagné en chef de deux étoiles d'argent

## Pour approfondir